# Муравьёва, Надежда Владимировна
Наде́жда Влади́мировна Муравьёва (род. 2 декабря 1970, Москва) — писательница, поэтесса, журналистка, переводчица

 с испанского и английского языков, ведущий авторского тренинга писательского мастерства.

## Биография
Училась в Литературном институте и МГПУ имени Ленина. Некоторое время жила в Колумбии, а сейчас живёт и работает в Москве. Как журналист сотрудничала с «Независимой газетой», в том числе с «НГ Ex-libris», где много лет была ведущей полосы и, позже, заместителем ответственного редактора. Как писатель — в издательстве «Захаровъ» опубликовала роман «Майя» (2005) о литературной мистификации и пути души поэта из эпохи Серебряного века. В 2013 году в издательстве «Зебра Е» вышел её роман «Одигитрия», действие которого разворачивается на фоне революции 1917 года и Гражданской войны. В 2015 году в журнале «Континент» появилась повесть «Большой Дом». Её рассказы, стихи и переводы печатаются в отечественных и иностранных журналах.
Постоянный автор журнала «Континент». Один из лауреатов конкурса религиозной поэзии памяти святого Филарета Московского. В 2007 году была номинантом премии «Ясная Поляна», в 2013 году попала в лонг-лист Российской национальной премии «Большая Книга». В 2007 году в серии «Русский Гулливер» вышел её поэтический сборник «Cármenes». Переводчик стихов Гилберта Честертона, Уолтера Де ла Мара, А. Э. Хаусмана, Мигеля Эрнандеса, Пола Гудмена, Эдуардо Каррансы.
С 2016 года Надежда Муравьёва ведёт авторские лекции по литературе, а также тренинги и семинары по писательскому мастерству в «Пунктум», «Открытый Мир», «Архэ» и на других площадках.